# Воден хиацинт
Воден хиацинт (Eichhórnia crássipes) се нарича водолюбиво растение от род Eichhornia. Родината му е басейнът на река Амазонка.

## Описание
Листата са събрани в розетка. В основата си имат издута част с пореста тъкан, благодарение на която растението остава на повърхността на водата. Корените достигат до половин метър дължина и са изцяло под водата. Цветът наподобява на зюмбюл. На цвят е розов, син или виолетов.
Растението се размножава бързо и за кратко време покрива водната повърхност. Това затруднява придвижването дори на плавателни съдове. Поради плътния слой покрит от растенията се влошава кислородния режим във водоема и с това довеждат до намаляване на останалите обитатели.
Растението има способност да поема и акумулира инсектициди, феноли, фосфати, кадмий, никел и сребро.
Често се използва за декоративно оформление на аквариумите.

## Инвазия в Африка
Видът е въведен от белгийски колонизатори в Руанда за разкрасяване на именията. От там попада и в езерото Виктория, където е наблюдавано за първи път през 1988 г. Там липсват негови естествени врагове и бързо се размножава като се превръща в екологична бомба за района. Задушавайки водната повърхност растението довежда до намаляване на рибата и наврежда на местната икономика. През 1965 г. растението се появява и във водоеми на Етиопия, където благодарение на човешки труд числеността му е сведена до минимални граници.